# Студіна (Мехедінць)
Студіна (рум. Studina) — село у повіті Мехедінць в Румунії. Входить до складу комуни Шоварна.
Село розташоване на відстані 266 км на захід від Бухареста, 24 км на північний схід від Дробета-Турну-Северина, 99 км на північний захід від Крайови.

## Населення
За даними перепису населення 2002 року у селі проживали 160 осіб, усі — румуни. Усі жителі села рідною мовою назвали румунську.